# Locke Superczłowiek
Locke Superczłowiek (jap. 超人ロック Chōjin Rokku) – manga autorstwa Yukiego Hijiriego stworzona w 1967 i wydana w Polsce przez wydawnictwo Waneko.

## Manga
„Locke” to historia zaliczana do nurtu hard science fiction. Głównym bohaterem historii jest młody ESP-er, czyli człowiek obdarzony nadzwyczajną mocą postrzegania pozazmysłowego. Jego największym pragnieniem jest spokój, którego nie może osiągnąć z powodu swoich umiejętności.
Sakuga Group series (opublikowane jako dōjinshi).
1. Nimbus i Negatywny Świat (org. ニンバスと負の世界/Ninbasu to Fu no Sekai)
2. Dać miłość we wszechświecie (org. この宇宙に愛を/Kono Uchū ni Ai wo)
3. Dziecię Junan (org. ジュナンの子/Junan no Ko)
4. Kosmiczna gra (org. コズミック・ゲーム/Kozumikku Gēmu)

King Hit Comics/King Legend (Shōnen Gahōsha)
1. Płomienny Tygrys (org. 炎の虎/ Honoo no Tora)
2. Tysiącletnie Imperium (org. 魔女の世紀/ Majo no Seiki)
3. Lord Leon (org. ロード・レオン/ Rōdo Reon)
4. Burza na Ronwall (org. ロンウォールの嵐/ Ronwōru no Arashi)
5. Zimowa Planeta (org. 冬の惑星/ Fuyu no Wakusei)
6. Pogrom Cyberów
7. Miecz Światła (org. 光の剣/ Hikari no Ken)
8. Zewnętrzna Planeta
9. Gwiazda i chłopiec (org. 星と少年/ Hoshi to Shōnen)
10. Gwiezdny Gejzer
11. Wojownik Zmierzchu (org. 黄昏の戦士/ Ougon no Senshi)
12. Statek głupców (org. 愚か者の船/ Orokamono no Fune)
13. Pole bitwy w kosmicznej pustce vol. 1 (org. 虚空の戦場/ Kokū no Senjō)
14. Pole bitwy w kosmicznej pustce vol. 2 (org. 虚空の戦場/ Kokū no Senjō)
15. Księżycowy Łowca

## Edycja polska
W Polsce manga ukazywała się w latach 1999-2001. Waneko wydało serię w dziesięciu tomikach, w formacie kieszonkowym. Seria została zawieszona.
- Tom 1: Tysiącletnie imperium cz. 1
- Tom 2: Tysiącletnie imperium cz. 2
- Tom 3: Pogrom Cyberów
- Tom 4: Burza na Ronwall
- Tom 5: Zimowa planeta cz.1
- Tom 6: Zimowa planeta cz.2
- Tom 7: Lord Leon cz.1
- Tom 8: Lord Leon cz.2
- Tom 9: Lustrzany pierścień cz.1
- Tom 10: Lustrzany pierścień cz.2

## Anime
Na podstawie mangi powstał film pełnometrażowy i 3 serie OVA.